# Campeonato del Reino Unido (snooker)
El Campeonato del Reino Unido es un torneo profesional de snooker. Es el segundo torneo más importante después del Campeonato del Mundo y es uno de los eventos de la Triple Corona. Es el cuarto torneo más antiguo tras el Campeonato del Mundo (1927), el Canadian Masters (1974, torneo ya extinto) y el Masters (1975). El británico Ronnie O'Sullivan es el jugador que más veces lo ha ganado (8). El británico Judd Trump es el actual campeón.

## Palmarés
| Año  | Ganador           | Subcampeón        | Puntuación | Lugar         | Temporada |
| ---- | ----------------- | ----------------- | ---------- | ------------- | --------- |
| 1977 | Patsy Fagan       | Doug Mountjoy     | 12–9       | Blackpool     | 1977/78   |
| 1978 | Doug Mountjoy     | David Taylor      | 15–9       | Preston       | 1978/79   |
| 1979 | John Virgo        | Terry Griffiths   | 14–13      | Preston       | 1979/80   |
| 1980 | Steve Davis       | Alex Higgins      | 16–6       | Preston       | 1980/81   |
| 1981 | Steve Davis       | Terry Griffiths   | 16–3       | Preston       | 1981/82   |
| 1982 | Terry Griffiths   | Alex Higgins      | 16–15      | Preston       | 1982/83   |
| 1983 | Alex Higgins      | Steve Davis       | 16–15      | Preston       | 1983/84   |
| 1984 | Steve Davis       | Alex Higgins      | 16–8       | Preston       | 1984/85   |
| 1985 | Steve Davis       | Willie Thorne     | 16–14      | Preston       | 1985/86   |
| 1986 | Steve Davis       | Neal Foulds       | 16–7       | Preston       | 1986/87   |
| 1987 | Steve Davis       | Jimmy White       | 16–14      | Preston       | 1987/88   |
| 1988 | Doug Mountjoy     | Stephen Hendry    | 16–12      | Preston       | 1988/89   |
| 1989 | Stephen Hendry    | Steve Davis       | 16–12      | Preston       | 1989/90   |
| 1990 | Stephen Hendry    | Steve Davis       | 16–15      | Preston       | 1990/91   |
| 1991 | John Parrott      | Jimmy White       | 16–13      | Preston       | 1991/92   |
| 1992 | Jimmy White       | John Parrott      | 16–9       | Preston       | 1992/93   |
| 1993 | Ronnie O'Sullivan | Stephen Hendry    | 10–6       | Preston       | 1993/94   |
| 1994 | Stephen Hendry    | Ken Doherty       | 10–5       | Preston       | 1994/95   |
| 1995 | Stephen Hendry    | Peter Ebdon       | 10–3       | Preston       | 1995/96   |
| 1996 | Stephen Hendry    | John Higgins      | 10–9       | Preston       | 1996/97   |
| 1997 | Ronnie O'Sullivan | Stephen Hendry    | 10–6       | Preston       | 1997/98   |
| 1998 | John Higgins      | Matthew Stevens   | 10–6       | Bournemouth   | 1998/99   |
| 1999 | Mark Williams     | Matthew Stevens   | 10–8       | Bournemouth   | 1999/00   |
| 2000 | John Higgins      | Mark Williams     | 10–4       | Bournemouth   | 2000/01   |
| 2001 | Ronnie O'Sullivan | Ken Doherty       | 10–1       | York          | 2001/02   |
| 2002 | Mark Williams     | Ken Doherty       | 10–9       | York          | 2002/03   |
| 2003 | Matthew Stevens   | Stephen Hendry    | 10–8       | York          | 2003/04   |
| 2004 | Stephen Maguire   | David Gray        | 10–1       | York          | 2004/05   |
| 2005 | Ding Junhui       | Steve Davis       | 10–6       | York          | 2005/06   |
| 2006 | Peter Ebdon       | Stephen Hendry    | 10–6       | York          | 2006/07   |
| 2007 | Ronnie O'Sullivan | Stephen Maguire   | 10–2       | Telford       | 2007/08   |
| 2008 | Shaun Murphy      | Marco Fu          | 10–9       | Telford       | 2008/09   |
| 2009 | Ding Junhui       | John Higgins      | 10–8       | Telford       | 2009/10   |
| 2010 | John Higgins      | Mark Williams     | 10–9       | Telford       | 2010/11   |
| 2011 | Judd Trump        | Mark Allen        | 10–8       | York          | 2011/12   |
| 2012 | Mark Selby        | Shaun Murphy      | 10–6       | York          | 2012/13   |
| 2013 | Neil Robertson    | Mark Selby        | 10–7       | York          | 2013/14   |
| 2014 | Ronnie O'Sullivan | Judd Trump        | 10-9       | York          | 2014/15   |
| 2015 | Neil Robertson    | Liang Wenbo       | 10-5       | York          | 2015/16   |
| 2016 | Mark Selby        | Ronnie O'Sullivan | 10–7       | York          | 2016/17   |
| 2017 | Ronnie O'Sullivan | Shaun Murphy      | 10-5       | York          | 2017/18   |
| 2018 | Ronnie O'Sullivan | Mark Allen        | 10-6       | York          | 2018/19   |
| 2019 | Ding Junhui       | Stephen Maguire   | 10-6       | York          | 2019/20   |
| 2020 | Neil Robertson    | Judd Trump        | 10-9       | Milton Keynes | 2020/21   |
| 2021 | Zhao Xintong      | Luca Brecel       | 10-5       | York          | 2021/22   |
| 2022 | Mark Allen        | Ding Junhui       | 10-7       | York          | 2022/23   |
| 2023 | Ronnie O'Sullivan | Ding Junhui       | 10-7       | York          | 2023/24   |
| 2024 | Judd Trump        | Barry Hawkins     | 10-8       | York          | 2024/25   |